# ريتشارد إيرفاين بنتلي
ريتشارد إيرفاين بنتلي هو طبيب كندي، ولد في 1854، وتوفي في 1909.